# صلیب سرخ بولیوی
صلیب سرخ بولیوی(به انگلیسی: Bolivian Red Cross) در سال١٨٨٠ تأسیس گردید. دفتر مرکزی این سازمان در لاپاز، پایتخت بولیوی واقع شده‌است.